# Chengwang
Król Cheng z Dynastii Zhou (chiń. 周成王; pinyin Zhōu Chéngwáng) – drugi władca chińskiej dynastii Zhou, który panował w latach 1043/1042–1021 p.n.e.

## Panowanie
Jego dziadek i ojciec podbili państwo Shang i ustanowili zasady sukcesji, zgodnie z którymi po śmierci ojca powinien on przejąć tron. Po śmierci króla Wu nastąpił jednak kryzys dynastyczny: jego stryj Zhou Gong ogłosił, że król jest zbyt młody i mianował się regentem. Kwestia młodego wieku króla jest wątpliwa, a ponadto prawo księcia Zhou do regencji zakwestionowali jego starsi bracia: Guanshu Xian, Caishu Du i Huoshu Chu. Sprzymierzyli się oni z nominalnym władcą podbitych Shangów, Wu Gengiem i wszczęli wojnę przeciw uzurpacji Zhou. Król Cheng, książę Zhou i jego brat przyrodni, Shao Gong, pobili powstańców i uderzyli dalej na wschód.
Po podboju wschodnich terenów, zwycięski triumwirat rozpoczął akcję kolonizacyjną nowych ziem. W strategicznej dolinie prowadzącej do ziem Zhou, ustanowili wschodnią stolicę (Chengzhou) (na miejscu współczesnego Luoyangu). Nowa baza na wschodzie, jak dowiodła rebelia braci króla Wu, była konieczna: siły Zhou straciły wiele czasu na ponowny przemarsz z położonych dalej na zachód, nad rzeką Wei pierwotnych terenów państwa Zhou i ponowny podbój ziem shangowskich.
Członkowie rodu cesarskiego ustanowili swe siedziby w strategicznie położonych miastach w dolinie Huang He. Bracia króla Chenga – Tangshu Yu i Ying Hou założyli państwa Jin i Ying; inny stryj Chenga, Kangshu Feng – państwo Wei. Syn księcia Zhou, Bo Qin, otrzymał ziemie dalej na wschód (Lu); komendant armii Zhou, Tai Gong Wang ustanowił Qi, a wspomniany Shao Gong – państwo Yan, chroniące północne rubieże Niziny Chińskiej. W późniejszych wiekach domeny te usamodzielniły się, rozpoczynając okres Walczących Królestw.
W późniejszych latach król Cheng, powołując się na mandat Niebios, przynależny mu z racji urodzenia, przy wsparciu Shao Gonga, skłonił księcia Zhou do udania się na polityczną emeryturę. Panowanie Chenga miało być stosunkowo spokojne i charakteryzować się łagodnością, cenioną przez późniejszych konfucjanistów.